# Kungsgården, Söderhamns kommun
Kungsgården är en by belägen i Norrala socken i Söderhamns kommun i Hälsingland och Gävleborgs län. Den ligger ca 1 mil nordväst om centrala Söderhamn. Den var före 1975 avgränsad som en småort under namnet Norrala. Sedan var den från 1990 avgränsad som en småort med namnet fram till 2010 Kungsgården och Fors.

## Befolkningsutveckling
| Befolkningsutvecklingen i Norrala/Kungsgården och Fors/Kungsgården 1965–2015                                           | Befolkningsutvecklingen i Norrala/Kungsgården och Fors/Kungsgården 1965–2015 | Befolkningsutvecklingen i Norrala/Kungsgården och Fors/Kungsgården 1965–2015 | Befolkningsutvecklingen i Norrala/Kungsgården och Fors/Kungsgården 1965–2015 | Befolkningsutvecklingen i Norrala/Kungsgården och Fors/Kungsgården 1965–2015 |
| --- | ---------------------------------------------------------------------------- | ---------------------------------------------------------------------------- | ---------------------------------------------------------------------------- | ---------------------------------------------------------------------------- |
| |                                                                              |                                                                              |                                                                              |                                                                              |
| År |                                                                              |                                                                              | Folkmängd                                                                    | Areal (ha)                                                                   |
| 1965 | 1965                                                                         |                                                                              | 216                                                                          | 32                                                                           |
| 1970 | 1970                                                                         |                                                                              | 208                                                                          | 32                                                                           |
| 1975 | 1975                                                                         |                                                                              | 205                                                                          | 30                                                                           |
| 1990 | 1990                                                                         |                                                                              | 142                                                                          | 26#                                                                          |
| 1995 | 1995                                                                         |                                                                              | 162                                                                          | 34#                                                                          |
| 2000 | 2000                                                                         |                                                                              | 151                                                                          | 34#                                                                          |
| 2005 | 2005                                                                         |                                                                              | 139                                                                          | 34#                                                                          |
| 2010 | 2010                                                                         |                                                                              | 140                                                                          | 34#                                                                          |
| 2015 | 2015                                                                         |                                                                              | 132                                                                          | 36#                                                                          |
| Anm.: Ny tätort 1965 vid namn Norrala. Upphörde som tätort 1980. Som småort kallad Kungsgården och Fors. # Som småort. |                                                                              |                                                                              |                                                                              |                                                                              |